# Marele ara verde
Marele ara verde (Ara ambiguus) este o specie de papagal din America Centrală și de Sud, pe cale de dispariție, care se găsește în Nicaragua, Honduras, Costa Rica, Panama, Columbia și Ecuador. Sunt recunoscute două subspecii alopatrice; subspecia nominalizată, Ara ambiguus ssp. ambiguus, este prezentă din Honduras până în Columbia, în timp ce Ara ambiguus ssp. guayaquilensis pare să fie endemică în rămășițele pădurilor uscate de pe coasta de sud a Pacificului din Ecuador. Subspecia nominalizată trăiește în coronamentul pădurilor tropicale umede și în Costa Rica este de obicei asociată cu arborele Dipteryx oleifera.

## Taxonomie

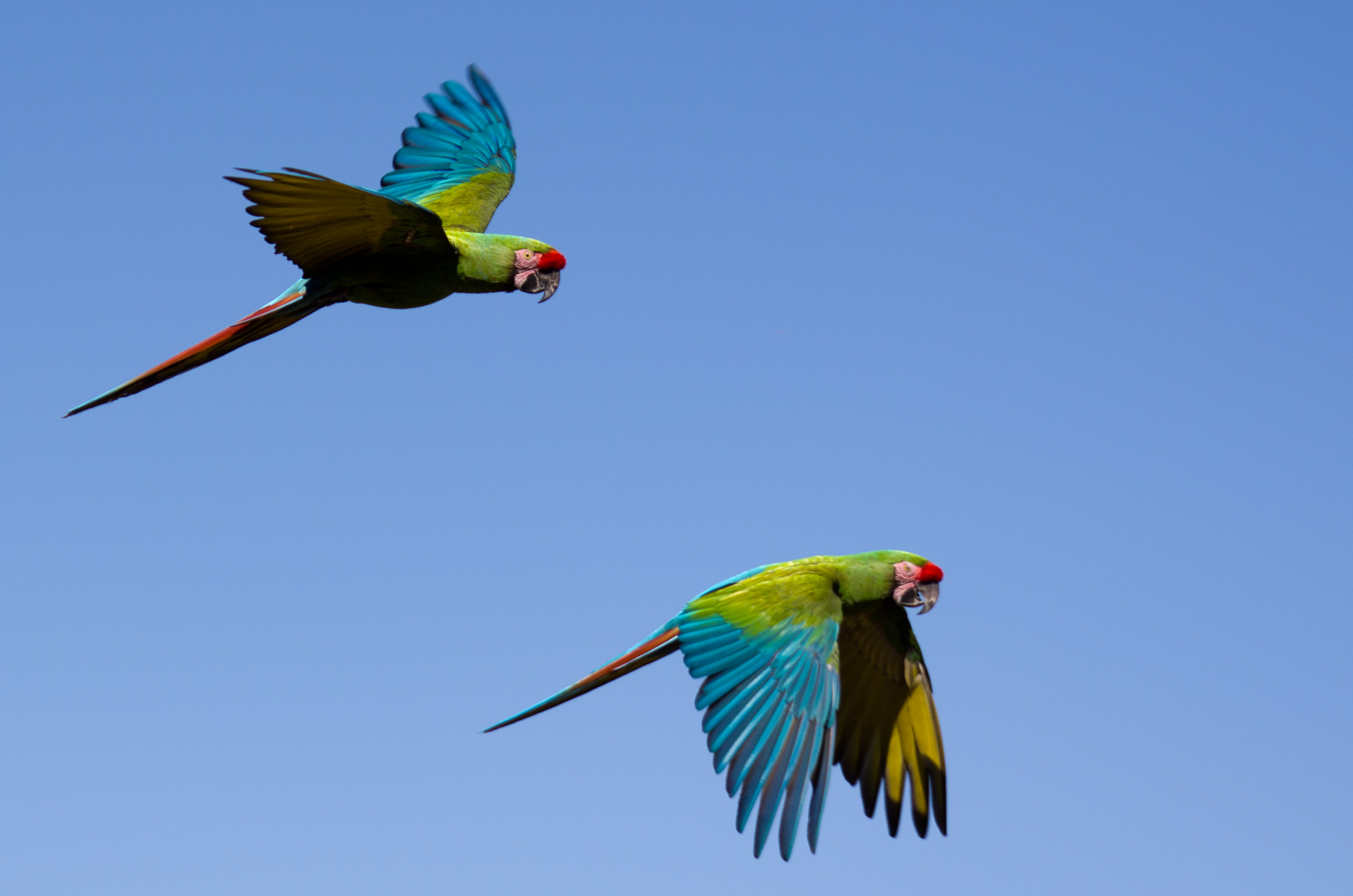
Ara în zbor

Marele ara verde aparține genului Ara, care include și alți papagali mari, precum ara roșu, ara militar și ara cu piept galben.
Această pasăre a fost descrisă și ilustrată pentru prima dată în 1801 de naturalistul francez François Le Vaillant pentru lucrarea sa Histoire Naturelle Des Perroquets sub numele „le grand Ara militaire”, folosind o piele depusă la Muséum national d'histoire naturelle din Paris. Le Vaillant afirmă că nu este sigur dacă pasărea este cu adevărat o specie distinctă de papagal sau, așa cum crede el că este mai probabil, este o rasă varietală specifică ara militar, dar cu toate acestea, trebuie să menționeze că existența sa merită remarcată. Ulterior, pasărea a fost denumită Psittacus ambiguusde către thuringianul Johann Matthäus Bechstein în primul tom al celui de-al patrulea volum, publicat în 1811, din seria Johann Latham's Allgemeine Uebersicht der Vögel, traducerea germană a lucrării mult mai extinse a englezului John Latham A General Synopsis of Birds. Bechstein menționează reticența lui le Vaillant de a o considera o specie independentă, dar explică faptul că, după ce a examinat o pasăre vie, o consideră o specie validă, menționând diferența de mărime și enumerând numeroase alte caracteristici pe care le consideră distinctive.
După aproape 200 de ani, numele binomial a fost schimbat din Ara ambigua în Ara ambiguus în 2004, deoarece s-a decis că ara era de fapt masculin, deși se termina în -a (vezi epicene).
Există două subspecii care sunt izolate geografic în prezent: Ara ambiguus ssp. ambiguus, care are cel mai mare areal de distribuție (America Centrală și de Sud de Nord), și Ara ambiguus ssp. guayaquilensis, care apare doar în Ecuador. Naturalistul american Frank M. Chapman a împușcat specimenul tip al noului său taxon propus în 1922 pe un deal din Cordillera de Chongon, la douăzeci de mile nord-vest de Guayaquil, Ecuador, și a descris pentru prima dată taxonul în 1925 într-un raport privind pieile de păsări nou colectate pe care le adusese în SUA din Ecuador.

## Comportament
Păsările sunt observate de obicei în perechi sau în grupuri mici de până la patru până la opt păsări, foarte rar mai mult. În Costa Rica se reproduce în zonele joase, dar se dispersează apoi la altitudini mai mari, adunându-se în stoluri care migrează în căutare de hrană. În Costa Rica, aceste stoluri sunt formate, de obicei, din până la 18 păsări. Această specie se odihnește și caută hrană în zonele superioare ale coronamentului. În Nicaragua, acești papagali sunt deosebit de imprudente cu oamenii și, atunci când se hrănesc, permit adesea unei persoane să se apropie destul de mult de ele.
Locuitorii mai în vârstă din regiunea în care trăiește Ara ambiguus ssp. guayaquilensis povestesc că, până în anii 1970 sau 1980, această specie se aduna pentru a întreprinde o migrație zilnică din pădurile de mangrove de la estuarele de pe țărmul mării de lângă satul Puerto Hondo, traversând în stoluri șoseaua Guayaquil-Salinas, către pădurile de dealuri uscate ale pădurii Cerro Blanco.

### Hrană

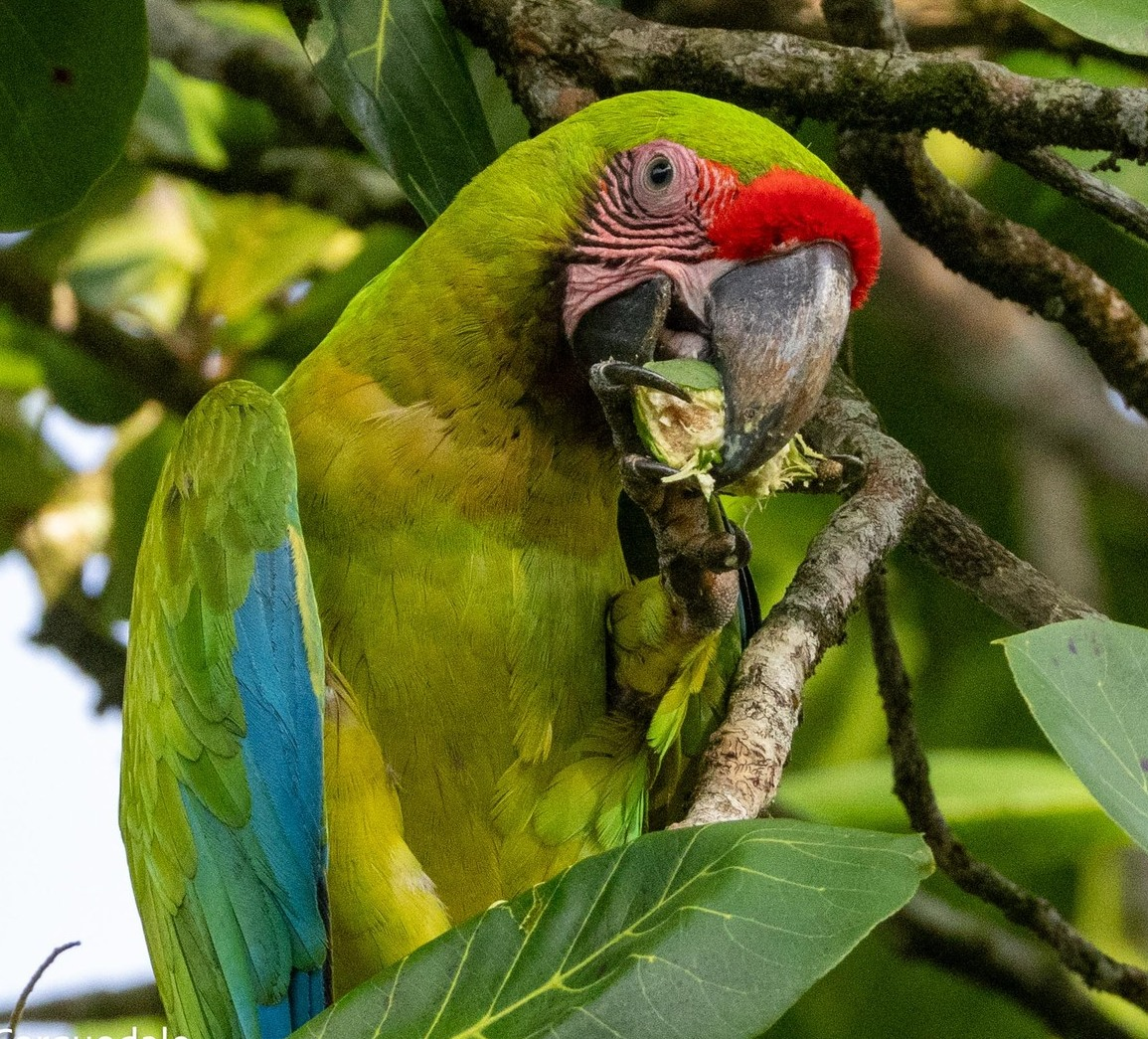
Marele ara verde, Costa Rica

Păsările au fost înregistrate în sălbăticie hrănindu-se cu o mare varietate de produse, cum ar fi semințe, nuci și fructe, dar și flori, bulbi, rădăcini și scoarță. În Costa Rica, cel puțin 38 de plante sunt folosite ca hrană, dintre care cele mai importante sunt semințele sau nucile de Dipteryx oleifera, Sacoglottis trichogyna, Vochysia ferruginea și Lecythis ampla. Acest ara este capabil să spargă nuci mai mari decât ara roșu. Ciocul este deosebit de potrivit pentru spargerea nucilor mari. O sursă majoră de hrană în Costa Rica în timpul perioadei de reproducere este D. oleifera, 80% din observațiile păsărilor care caută hrană în Costa Rica într-un studiu din 2004 au fost în acest copac (deși într-o zonă în care acesta este cel mai comun copac). Va zbura pe distanțe mari pentru a ajunge la acești copaci sau la copacii care se găsesc în pășuni și zone semi-deschise. Se hrănește cu pomii începând cu luna septembrie, când fructele sunt încă imature, și continuă să se hrănească cu ei până în aprilie. În noiembrie, D. oleifera constituie baza principală a dietei. Sacoglottis trichogyna este al doilea aliment ca importanță aici în această perioadă, mai ales când D. oleifera nu este disponibilă. Se hrănește cu această specie din aprilie până în august. Când acești doi arbori nu mai sunt în rod după luna iunie, se hrănesc cu multe alte specii.
Marele ara verde folosește D. oleifera în timpul sezonului de reproducere atât pentru hrănire, cât și pentru cuibărit. După ce cei mai importanți doi arbori ai sezonului de reproducere nu mai sunt în rod, ara se adună în stoluri și încep să migreze departe de pădurile Dipteryx. În Costa Rica au fost observați hrănindu-se cu Terminalia catappa, migdalul de plajă, în timpul migrațiilor. Acest copac este, de asemenea, unul dintre cele mai importante alimente pentru ara roșu.
Un studiu efectuat în 2007 pe Ara ambiguus ssp. guayaquilensis în sud-vestul Ecuadorului a arătat că cea mai importantă plantă alimentară era de departe Cynometra bauhiniifolia, care producea mai multă hrană decât toate celelalte plante alimentare la un loc. Studiul a mai arătat că abundența hranei într-un habitat nu este legată de abundența papagalilor, însă cercetătorii au constatat că există o legătură între abundența hranei și timpul pe care marele ara verde îl petrece într-un singur loc. O plantă alimentară și un copac de cuibărit popular în Ecuador este și Vitex gigantea.

## Galerie

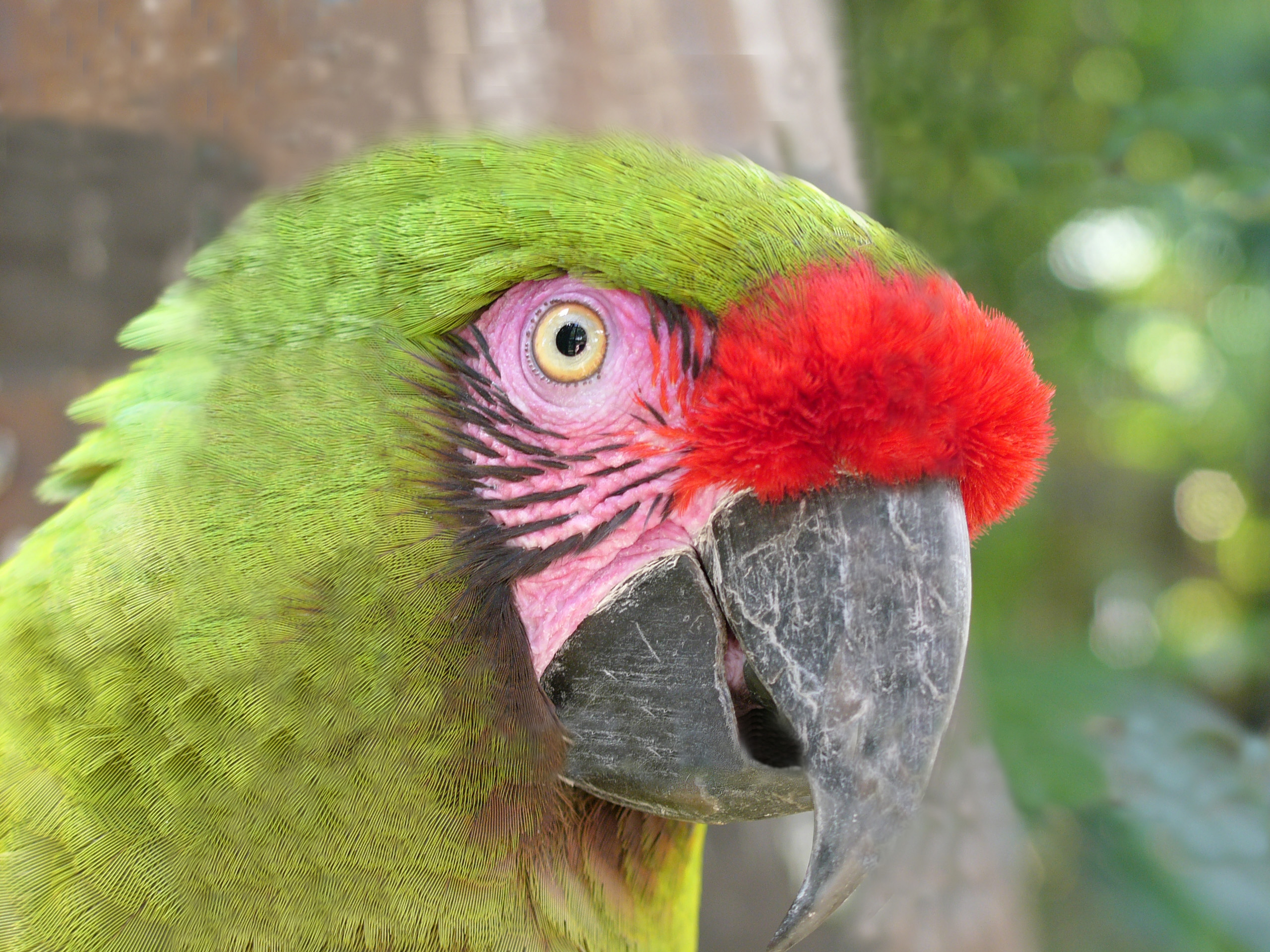
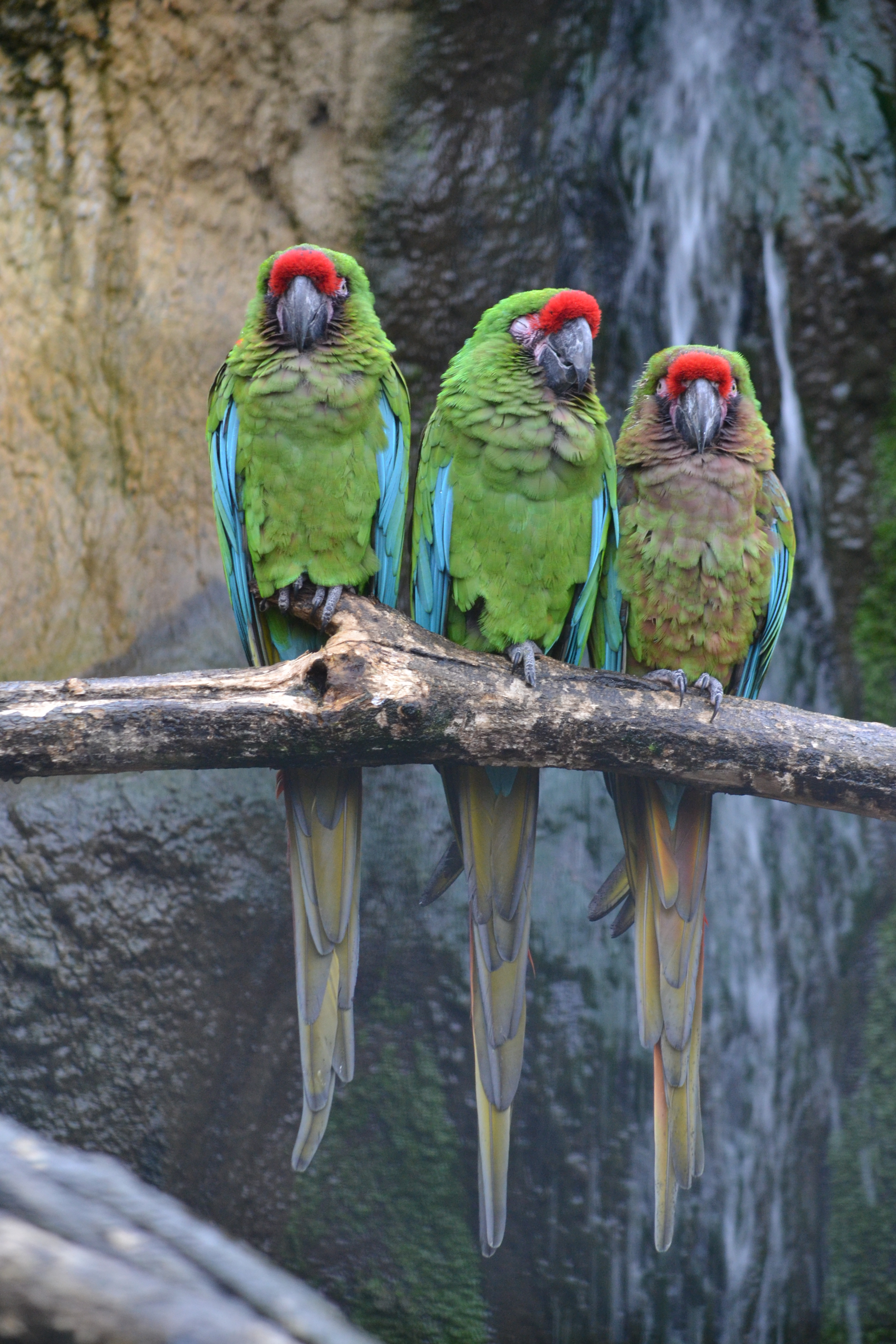
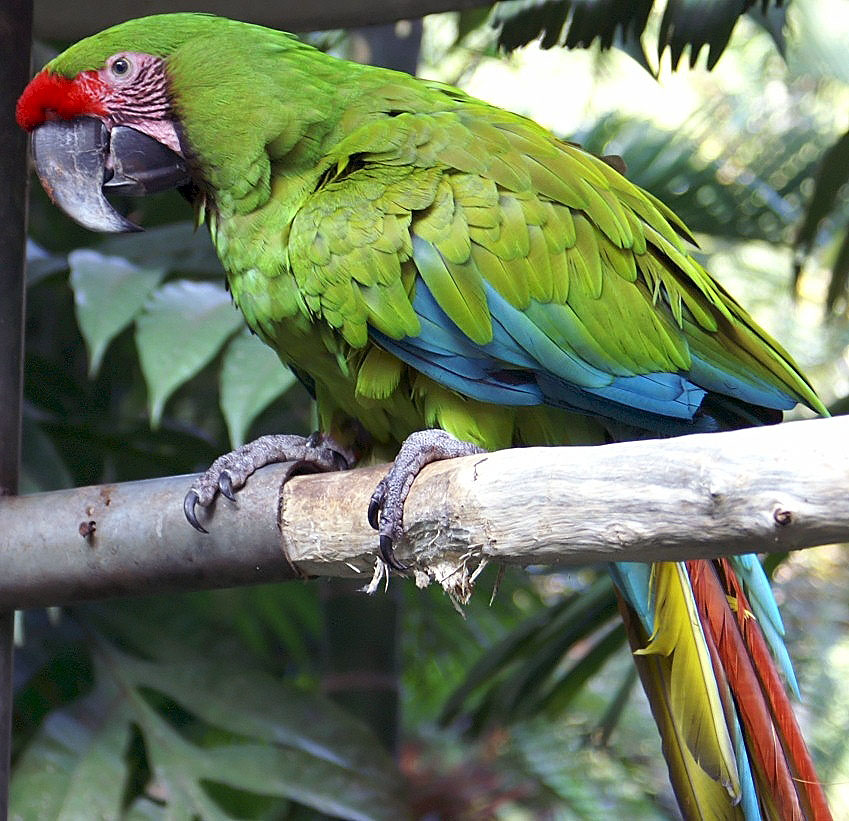
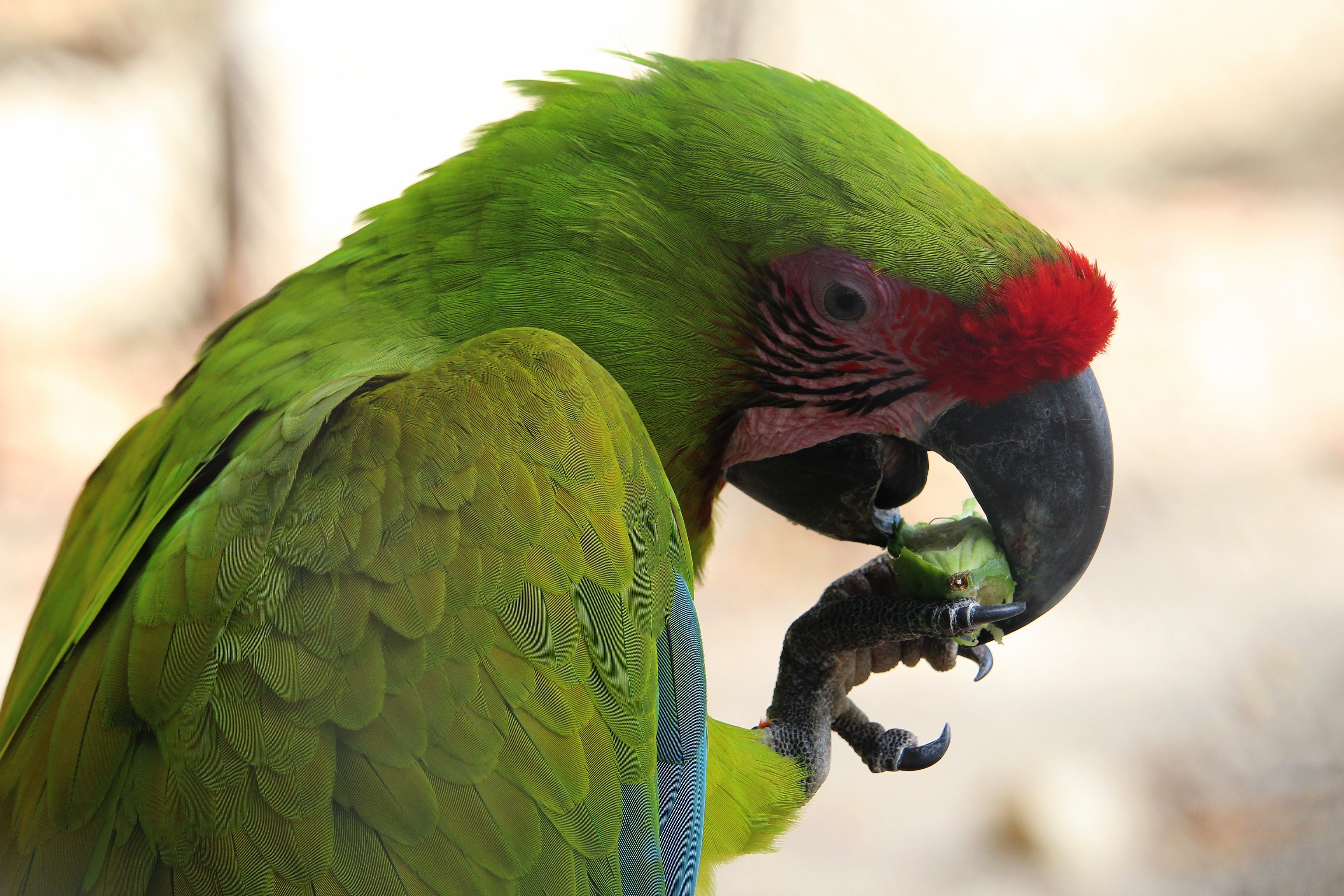